# Garnalen

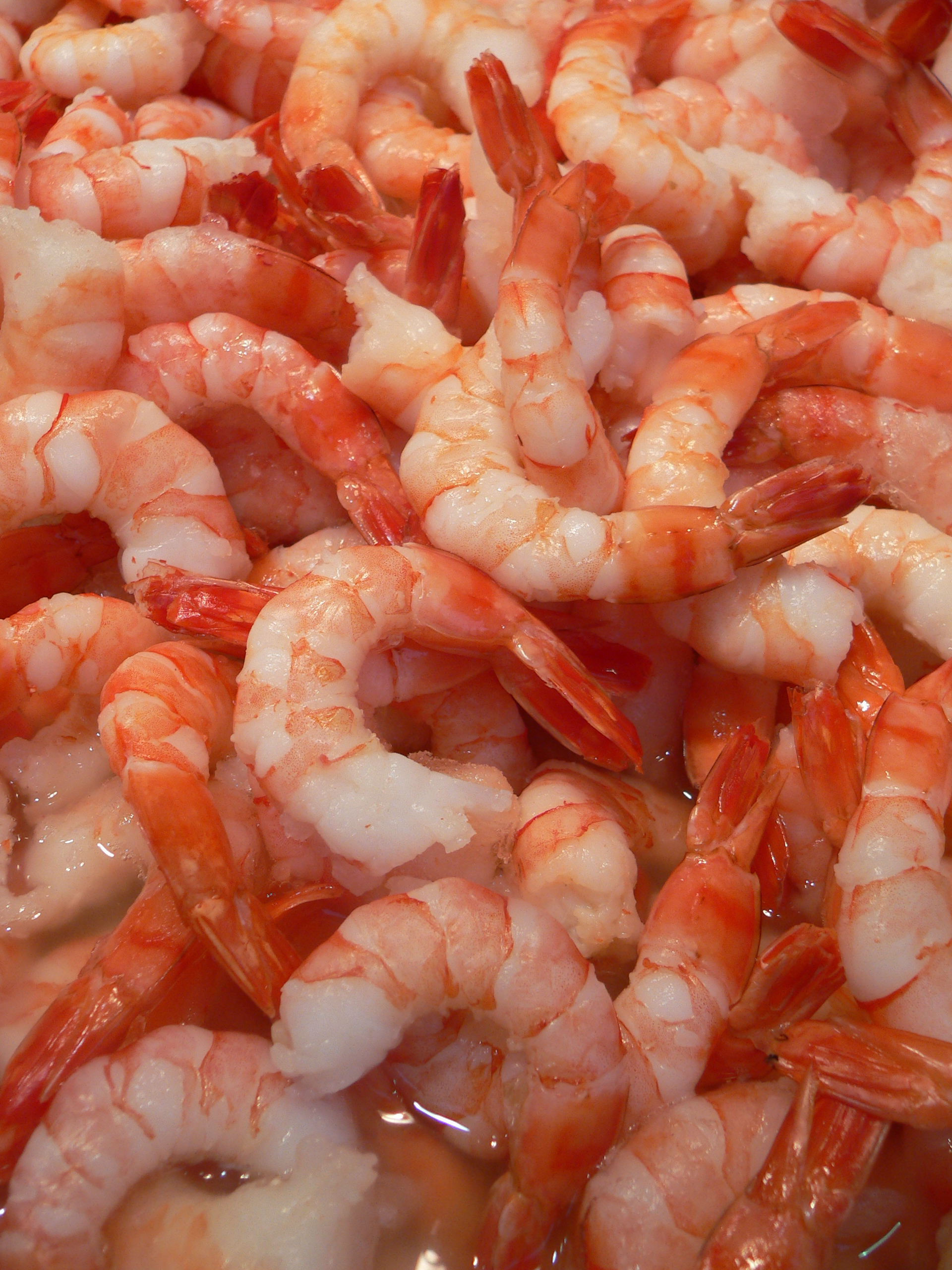
Gepelde garnalen

Garnalen (infraorde Caridea) zijn een groep van kleine kreeftachtigen. Een groep met deze naam werd in 1852 voorgesteld door James Dwight Dana. Onder meer de gewone garnaal (Crangon crangon) behoort tot deze groep.

## Kenmerken
Het woord garnaal wordt vaak gebruikt voor andere kreeftachtigen die niet tot de infraorde Caridea behoren. Zo is de wel als gamba aangeduide soort  Aristeus antennatus geen echte garnaal, omdat deze een andere (boomvormig vertakte) kieuwstructuur heeft dan de echte garnalen, die een plaatvormige kieuwstructuur bezitten.

## Leefwijze
Over het algemeen worden garnalen groter naarmate het water waarin ze leven warmer is. Garnalen eten allerlei dierlijke en plantaardige resten.
Garnalen leven vooral 's zomers dicht onder de kust. In de winter trekken ze naar dieper water. De gewone garnaal is vooral 's nachts actief.

## Verspreiding en leefgebied
Zowel in zout- als in zoetwater komen garnalensoorten voor, maar de meeste soorten leven in zee. Veel soorten leven op een zandbodem waarin ze zich kunnen ingraven om zich te beschermen tegen predatoren.
Er zijn 3268 levende en 57 fossiele soorten garnalen bekend, zowel in tropische, subtropische als koude wateren.

## Voortbeweging
Hoewel garnalen in het water leven, zwemmen ze amper. Om voort te bewegen gebruiken ze vooral hun poten; garnalen hebben 10 poten. Meestal lopen ze met hun achterste poten over de zeebodem, op zoek naar voedsel. Hun voorste poten hebben soms schaartjes; daarmee kunnen ze voorwerpen oppakken.

## Onderverdeling in suprafamilies
- Alpheoidea Rafinesque, 1815
- Atyoidea De Haan, 1849
- Bresilioidea Calman, 1896
- Campylonotoidea Sollaud, 1913
- Crangonoidea Haworth, 1825
- Galatheacaridoidea Vereshchaka, 1997
- Nematocarcinoidea Smith, 1884
- Oplophoroidea Dana, 1852A
- Palaemonoidea Rafinesque, 1815
- Pandaloidea Haworth, 1825
- Pasiphaeoidea Dana, 1852A
- Physetocaridoidea Chace, 194
- Pleopteryxoidea  †  Schweigert & Garassino, 2006
- Procaridoidea Chace & Manning, 1972
- Processoidea Ortmann, 1896
- Psalidopodoidea Wood-Mason, 1892
- Stylodactyloidea Bate, 1888

## Vangst en consumptie
Garnalen worden vaak als menselijke voedselbron gebruikt, bijvoorbeeld in een (garnalen)salade of garnalencocktail. Voor consumptie gebruikte garnalensoorten zijn onder meer de grote tijgergarnaal (Penaeus monodon), de grijze garnaal of Noordzeegarnaal (Crangon crangon), de Noordse garnaal (Pandalus borealis) en de steurgarnaal (Palaemon serratus). Met in 2022 een gekweekt totaal van 6,8 miljoen ton is de witpootgarnaal (Penaeus vannamei) echter de meest gegeten garnaal ter wereld.
Garnalen werden aanvankelijk vaak met schepnetten of schuifnetten gevangen, in sommige landen wel met behulp van honden of paarden. Later gebeurde de vangst veelal met boomkornetten, die aan beide kanten van de garnalenkotter hangen. Andere vormen zijn garnalenzuigers en pulsvisserij. In België vindt in Oostduinkerke nog steeds de traditionele paardenvisserij plaats.
Ruim de helft van de geconsumeerde garnalen wordt gekweekt. Het kweken van tropische garnalen gebeurt vooral in Azië en Zuid-Amerika.